# Robert Dienst
Robert Dienst (Bécs, 1928. március 1. – Bécs, 2000. június 13.) osztrák labdarúgócsatár, edző.
Az osztrák válogatott színeiben részt vett az 1954-es és az 1958-as labdarúgó-világbajnokságon.